# Doris Leuthard
Doris Leuthard Hausin (Merenschwand, 10 april 1963) is een Zwitserse advocate en politica voor de Christendemocratische Volkspartij (CVP/PDC) uit het kanton Aargau. Van 1 januari 2006 tot 31 december 2018 zetelde ze in de Bondsraad. In 2010 en 2017 was ze bondspresidente van Zwitserland.

## Biografie

### Opleiding
Doris Leuthard studeerde rechten aan de Universiteit van Zürich en behaalde in 1991 de titel van advocate.

### Vroege politieke carrière
Van 1993 tot 2000 was ze lid van de schoolraad van Muri. Tussen maart 1997 en januari 2000 was ze lid van de Grote Raad van Aargau. Bij de federale parlementsverkiezingen van 1999 werd ze verkozen in de Nationale Raad, waar ze lid werd van de commissie economie en belastingen en de commissie juridische zaken. In 2003 werd ze herverkozen.

### Partijvoorzitster
In mei 2001 werd ze vicevoorzitster van de Christendemocratische Volkspartij, om vervolgens in september 2004 voorzitster van haar partij te worden. Ze werd voorzitster in een moeilijke periode voor haar partij, nadat deze bij de federale parlementsverkiezingen van 2003 een verkiezingsnederlaag had geleden en de partij in de nasleep daarvan in december 2003 haar tweede zetel in de Bondsraad had verloren aan de Zwitserse Volkspartij (SVP/UDC) door de niet-herverkiezing van CVP/PDC-Bondsraadslid Ruth Metzler-Arnold en de verkiezing van SVP/UDC'er Christoph Blocher. Leuthard behoorde tot de centrumrechtse vleugel van haar partij. Ze was een voorstander van een herziening van de asielwetgeving, doch een tegenstander van de privatisering van Swisscom.

### Bondsraadslid
Na het ontslag van enig CVP/PDC-Bondsraadslid Joseph Deiss uit de Bondsraad was Leuthard favoriete om hem op te volgen in de Zwitserse federale regering. Op 14 juni 2006 werd ze zonder verrassing door de Bondsvergadering verkozen in de Bondsraad met 133 op een totaal van 234 geldige stemmen. Per 1 augustus 2006 trad ze toe tot de Bondsraad. Ze werd bevoegd voor het Departement van Economische Zaken. Na de verkiezing van de socialiste Simonetta Sommaruga en de liberaal Johann Schneider-Ammann in de Bondsraad op 27 september 2010 werden de bevoegdheden herverdeeld en werd Leuthard bevoegd voor het Departement van Milieu, Verkeer, Energie en Communicatie.

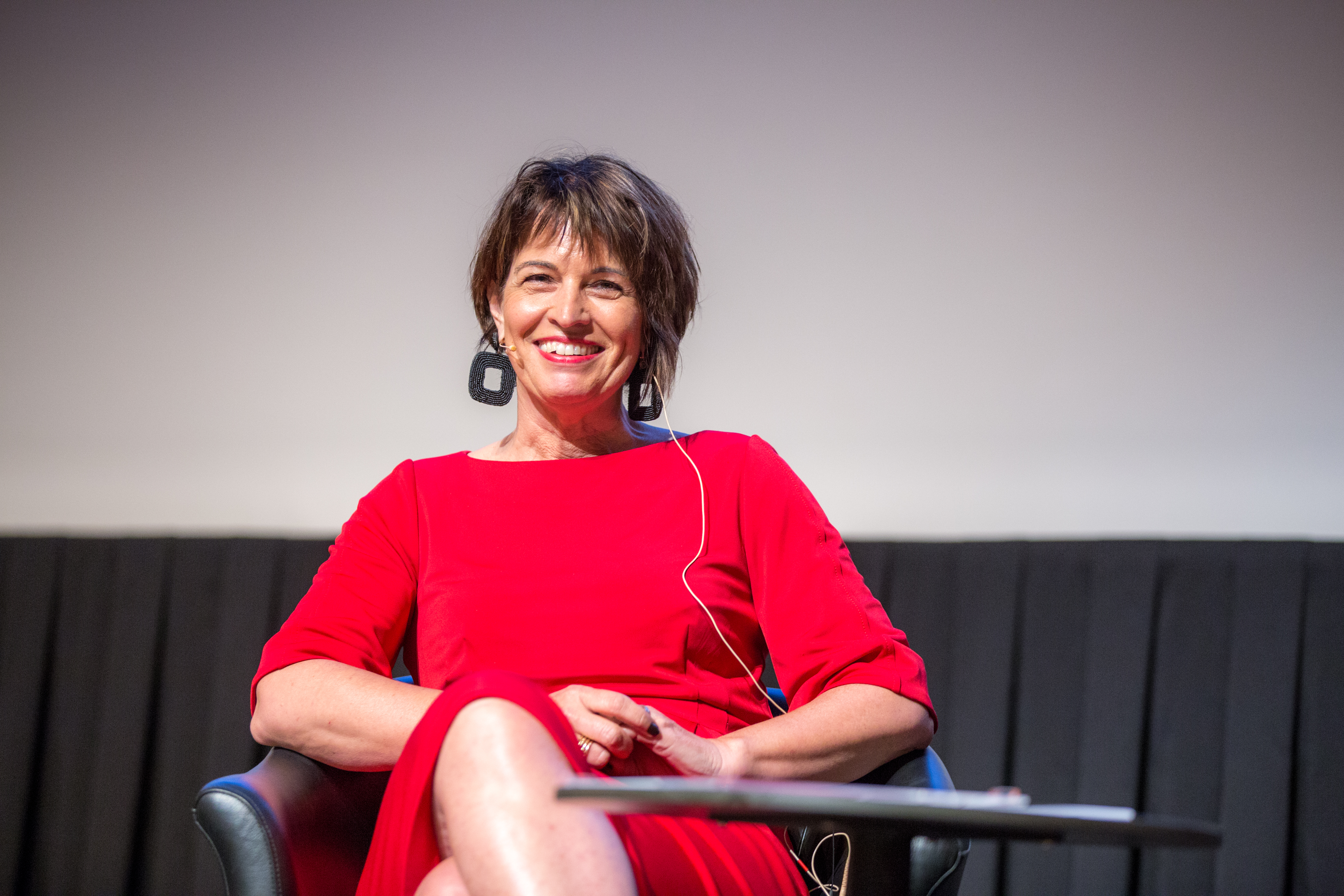
Bondsraadslid Doris Leuthard in 2018, het jaar van haar aftreden uit de Bondsraad.

Op 10 december 2008 werd ze verkozen tot vicebondspresident voor het jaar 2009. Op 2 december van dat jaar werd ze tot bondspresidente van Zwitserland verkozen voor het jaar 2010. Daarmee werd ze de derde vrouw die deze functie bekleedde, na Ruth Dreifuss in 1999 en Micheline Calmy-Rey in 2007. Na de federale parlementsverkiezingen van 2011 werd Leuthard in één stemronde herverkozen als Bondsraadslid met 216 stemmen. Vier jaar later, bij de verkiezing van de Bondsraad na de federale parlementsverkiezingen van 2015, behaalde ze op 9 december 2015 215 van de 234 geldig uitgebrachte stemmen. Op dezelfde dag werd ze voor de tweede maal verkozen tot vicebondspresidente, een functie die ze in het jaar 2016 uitoefende onder bondspresident Johann Schneider-Ammann. Een jaar later, op 7 december 2016, werd ze met 188 op 207 stemmen verkozen tot bondspresidente voor het jaar 2017.
Als minister van Energie en Milieu werd Leuthard na de kernramp van Fukushima op 11 maart 2011 een voortrekker van de kernuitstap. Slechts twee maanden na de ramp besloot de Bondsraad onder impuls van Leuthard om uit de kernenergie te stappen. Later bleek dat deze beslissing in de Bondsraad is gevallen door toedoen van een zogenaamde Frauenmehrheit, waarbij de vier vrouwelijke leden van de Bondsraad op dat moment de kernuitstap wisten door te drukken tegenover de drie mannelijke Bondsraadsleden.
Op 27 september 2018 kondigde Leuthard na twaalf jaar haar vertrek uit de Bondsraad aan. Ze werd op 1 januari 2019 in de Bondsraad opgevolgd door haar partijgenote Viola Amherd.
- Base de données des élites suisses: 54849
- Gemeinsame Normdatei: 1050736621
- Historisch woordenboek van Zwitserland: 046646
- International Standard Name Identifier: 0000 0000 8008 5585
- Library of Congress Control Number: n2009055455
- Réseau des bibliothèques de Suisse occidentale: 02-A013245073
- Système universitaire de documentation: 189526262
- Zwitserse Bondsvergadering: 488
- Virtual International Authority File: 100656643
- WorldCat: E39PBJjt6GJmRGfJqmkFqwkMT3